# Itō Toshiyoshi
Itō Toshiyoshi est un nom japonais traditionnel ; le nom de famille (ou le nom d'école), Itō, précède donc le prénom (ou le nom d'artiste).
Le baron Itō Toshiyoshi (山屋 他人) (18 avril 1866 - 10 septembre 1940) est un amiral de la marine impériale japonaise qui fut le premier chef de l'État-major de la marine impériale japonaise.

## Biographie
Itō est né dans le domaine de Tanabe (actuelle préfecture de Kyoto). Enfant doué pour les mathématiques, il est envoyé par les chefs du domaine à Edo pour étudier le rangaku auprès du théoricien militaire Ōmura Masujirō. Il sert dans la nouvelle marine impériale japonaise comme capitaine sur la frégate Kasuga (en) en 1871 avec le rang de capitaine de corvette. Il devient commandant en second de la corvette Nisshin (en) l'année suivante et est promu commandant en 1873.
En 1872, Itō devient capitaine de la corvette Tsukuba et est transféré pour devenir capitaine du cuirassé Kongō (en) en 1878. Il est promu capitaine la même année. En 1881, il devient commandant de l'académie navale impériale du Japon. Il est promu contre-amiral le 6 juin 1886 et sert à divers postes d'État-major chargés de l'acquisition de nouveaux navires en 1899. Il est brièvement chef de l'État-major de la marine impériale japonaise en 1889 et vice-ministre de la Marine de 1890 à 1898. Il est promu vice-amiral en 1890.
Le 20 août 1895, Itō reçoit le titre de baron (danshaku) selon le système de noblesse kazoku. Il entre dans la réserve en 1899 et siège à la chambre des pairs du Japon de 1899 à sa mort en 1921.